# Schorndorf (Baden-Württemberg)
Schorndorf é uma cidade da Alemanha localizada no distrito de Rems-Murr-Kreis, região administrativa de Estugarda, estado de Baden-Württemberg.